# 다카노야마촌
다카노야마촌(일본어: 高野山村)은 일본 히로시마현 에소군에 있던 촌이다. 현재의 쇼바라시의 일부에 해당한다.

## 역사
- 1889년 4월 1일 - 정촌제 시행에 의해 히바군 다카노야마촌이 발족하였다.
- 1898년 10월 1일 - 군의 통합에 의해 에소군에 소속되었다.
- 1902년 6월 20일 - 다카노야마촌이 분립해 가미타카노야마촌의 일부, 시모타카노야마촌의 일부가 신설하여 폐지되었다.

## 참고문헌
- 角川日本地名大辞典 34 広島県
- 『市町村名変遷辞典』東京堂出版、1990年。